# Mark Salling
Mark Wayne Salling (sinh ngày 17 tháng 8 năm 1982 – ngày 30 tháng 1 năm 2018) là một diễn viên, ca sĩ-nhạc sĩ người Mỹ. Anh được biết đến với vai Noah "Puck" Puckerman trong sê ri phim truyền hình Glee.

## Tiểu sử
Mark được sinh ra ở Dallas, Texas, là con út của Condy Sue (nhũ danh Wherry), thư ký, và John Robert Salling, Jr., kế toán. Anh học tại nhà từ khi còn nhỏ và theo đạo Cơ đốc. Anh học tiểu học tại Providence Christian School và Our Redeemer Lutheran. Sau đó anh theo học tại Culver Military Academy nhưng không tốt nghiệp mà tốt nghiệp ở Lake Highlands High School vào năm 2001. Khi đang học trung học, anh là thành viên trong đội vật của trường.
Sau khi tốt nghiệp trung học, anh học đại học tại Los Angeles Music Academy College of Music ở Pasadena, California và bắt đầu học chơi ghi-ta cũng như dạy ghi-ta để kiếm sống.

## Sự nghiệp

### Sự nghiệp âm nhạc
Mark hát, sáng tác và sản xuất nhạc cho chính mình, cũng như chơi dương cầm, ghi-ta, bass và trống. Album đầu tay của anh Smoke Signals (dưới nghệ danh "Jericho") được phát hành ngày 8 tháng 2 năm 2008, bởi hãng đĩa Jericho Records. Ngày 25 tháng 10 năm 2010, Mark cho ra mắt một album rock/jazz tên Pipe Dreams, lấy cảm hứng từ Alice in Chains, Nine Inch Nails Miles Davis và Herbie Hancock. Album được phát hành bởi Pipe Dreams Records, hãng đĩa riêng của Mark (hợp tác với Fontana Distribution). Anh đóng vai trò là người sáng tác, biểu diễn và sản xuất của tất cả các ca khúc trong album. Đĩa đơn đầu tiên, "Higher Power", được phát hành vào ngày 1 tháng 8 năm 2010.
Trong sê ri phim truyền hình Glee anh đã trình bày nhiều ca khúc solo và song ca, trong đó có "Sweet Caroline", "Only the Good Die Young", "The Lady Is a Tramp", "Run Joey Run", "Beth" và "Good Vibrations." Trong khi đang ghi hình, Mark sáng tác một ca khúc và quay một video tên là "Chillin' on Glee'" với sự góp mặt của nhiều bạn diễn và thành viên đoàn làm phim.

### Sự nghiệp diễn xuất
Mark tham gia các bộ phim Children of the Corn IV: The Gathering năm 1996 cùng với Naomi Watts và The Graveyard năm 2006.

## Kiện cáo
Tháng 1 năm 2013 Mark bị một người phụ nữ cáo buộc rằng anh ép cô ta quan hệ tình dục mà không sử dụng bao cao su. Anh phủ nhận lời buộc tội và đã khởi kiện cô ta tội xúc phạm nhân phẩm.

## Qua đời
Ngày 30 tháng 1 năm 2018 (theo giờ Los Angeles, Hoa Kỳ), Mark được phát hiện đã treo cổ tự tử.

## Các phim đã đóng
| Năm  | Tên phim                               | Vai diễn                         | Ghi chú |
| ---- | -------------------------------------- | -------------------------------- | ------- |
| 1996 | Children of the Corn IV: The Gathering | James Rhodes                     |         |
| 2006 | The Graveyard                          | Eric                             |         |
| 2011 | Glee: The 3D Concert Movie             | Noah "Puck" Puckerman/Chính mình |         |

| Năm      | Tên phim             | Vai diễn              | Ghi chú |
| -------- | -------------------- | --------------------- | --- |
| 1999     | Walker, Texas Ranger | Billy                 | Tập: "Rise To The Occasion" |
| 2009–nay | Glee                 | Noah "Puck" Puckerman | Vai chính Screen Actors Guild Award giải Tập thể diễn viên xuất sắc trong một sê ri phim hài (2009) Được đề cử—Screen Actors Guild Award giải Tập thể diễn viên xuất sắc trong một sê ri phim hài (2010) Được đề cử—Screen Actors Guild Award giải Tập thể diễn viên xuất sắc trong một sê ri phim hài (2011) Đang chờ—Screen Actors Guild Award giải Tập thể diễn viên xuất sắc trong một sê ri phim hài (2012) Được đề cử—2010 Teen Choice Awards giải Nam diễn viên truyền hình đột phá (2010) Được đề cử—2010 Teen Choice Awards giải Ca khúc nhóm xuất sắc (2010) (cùng với dàn diễn viên Glee) Được đề cử—2011 Teen Choice Awards giải Nam diễn viên truyền hình xuất sắc (2011) |
| 2011     | The Glee Project     | Chính mình            | Tập: "Sexuality" |

## Danh sách đĩa nhạc

### Album phòng thu
| Năm                                              | Chi tiết | Thứ hạng cao nhất | Thứ hạng cao nhất | Thứ hạng cao nhất |
| Năm                                              | Chi tiết | US                | US Heat           | US Indie          |
| ------------------------------------------------ | --- | ----------------- | ----------------- | ----------------- |
| 2008                                             | Smoke Signals (dưới nghệ danh Jericho) - Ngày phát hành: Ngày 8 tháng 8 năm 2008 - Hàng đĩa: Jericho Records - Định dạng: CD, tải về | —                 | —                 | —                 |
| 2010                                             | Pipe Dreams - Ngày phát hành: Ngày 25 tháng 10 năm 2010 - Hàng đĩa: Fontana, Pipe Dreams Records - Định dạng: CD, tải về             | 189               | 5                 | 29                |
| "—" chỉ những album không lọt vào bảng xếp hạng. | |                   |                   |                   |

### Nhạc phim
- Glee: The Music, Volume 1 (2009)
- Glee: The Music, Volume 2 (2009)
- Glee: The Music, The Power of Madonna (2010)
- Glee: The Music, Volume 3 Showstoppers (2010)
- Glee: The Music, Journey to Regionals (2010)
- Glee: The Music, The Christmas Album (2010)
- Glee: The Music, Volume 4 (2010)
- Glee: The Music, Volume 5 (2011)
- Glee: The Music, Volume 6 (2011)
- Glee: The Music, The Christmas Album Volume 2 (2011)
- Glee: The Music, Volume 7 (2011)
- Glee: The Music, The Graduation Album (2012)
- Glee: The Music, Season 4, Volume 1 (2012)

### Đĩa đơn
| Năm                                                | Đĩa đơn        | Thứ hạng cao nhất | Album       |
| Năm                                                | Đĩa đơn        | US                | Album       |
| -------------------------------------------------- | -------------- | ----------------- | ----------- |
| 2010                                               | "Higher Power" | —                 | Pipe Dreams |
| "—" chỉ những ca khúc không lọt vào bảng xếp hạng. |                |                   |             |